# Kalachakrapada
Kalachakrapada, ook wel Chilupa, was een Indiaas boeddhistisch geestelijke aan het eind van de 10e eeuw.
Van hem wordt beweerd dat hij in het jaar 966 de uit het Sanskriet naar het Tibetaans vertaalde Kalachakra-teksten terugbracht naar India. Naar zijn vertalingen wordt ook weleens verwezen als de Bodhisattva's Corpus. Hij wordt ook wel Kalachakrapada de Grote genoemd. Hij zou de leer van de Kalachakra hebben ontvangen van de koning van Shambhala.
Volgens boeddholoog Helmut Hoffman zijn Kalachakrapada en Chilupa dezelfde persoon en wordt de eerste naam binnen de dro-traditie (Tibetaans: Rva-lugs) gebruikt en de tweede binnen de ra-traditie (Tibetaans 'Bro-lugs), de twee belangrijkste tradities die als bron dienen voor de Tibetaanse versies van de Kalachakra-teksten.